# West Pennant Hills
West Pennant Hills – przedmieście (suburb) Sydney, w Nowej Południowej Walii, w Australii. Według danych z 2016 roku zamieszkiwane przez 16 374 osoby.